# 双向链表
双向链表，又稱為双链表，是链表的一种，它的每个数据结点中都有两个指针，分别指向直接后继和直接前驱。所以，从双向链表中的任意一个结点开始，都可以很方便地访问它的前驱结点和后继结点。一般我们都构造双向循环链表。